# 용봉천
용봉천(龍峯川)은 광주광역시 북구 일곡동 등지에서 발원하여 북구 신안동에서 서방천으로 합류하는 하천이다. 현재 대부분 복개되어 있다.